# Stanisław Maczek
Stanisław Władysław Maczek (Leopoli, 31 marzo 1892 – Edimburgo, 11 dicembre 1994) è stato un generale polacco.

## Biografia
Veterano della prima guerra mondiale, Maczek fu il comandante dell'unica formazione corazzata polacca, la Decima Brigata di Cavalleria Motorizzata, durante l'invasione del 1939. Comandò una formazione corazzata polacca in Francia nel 1940 e dopo il comando della famosa 1 Dywizja Pancerna guidò, in seguito, il 1º Corpo d'armata polacco sotto il comando alleato nel 1945. Ebbe un ruolo importante nella liberazione della Francia da parte degli Alleati, contribuendo alla chiusura della Sacca di Falaise nella fase finale della battaglia di Normandia.

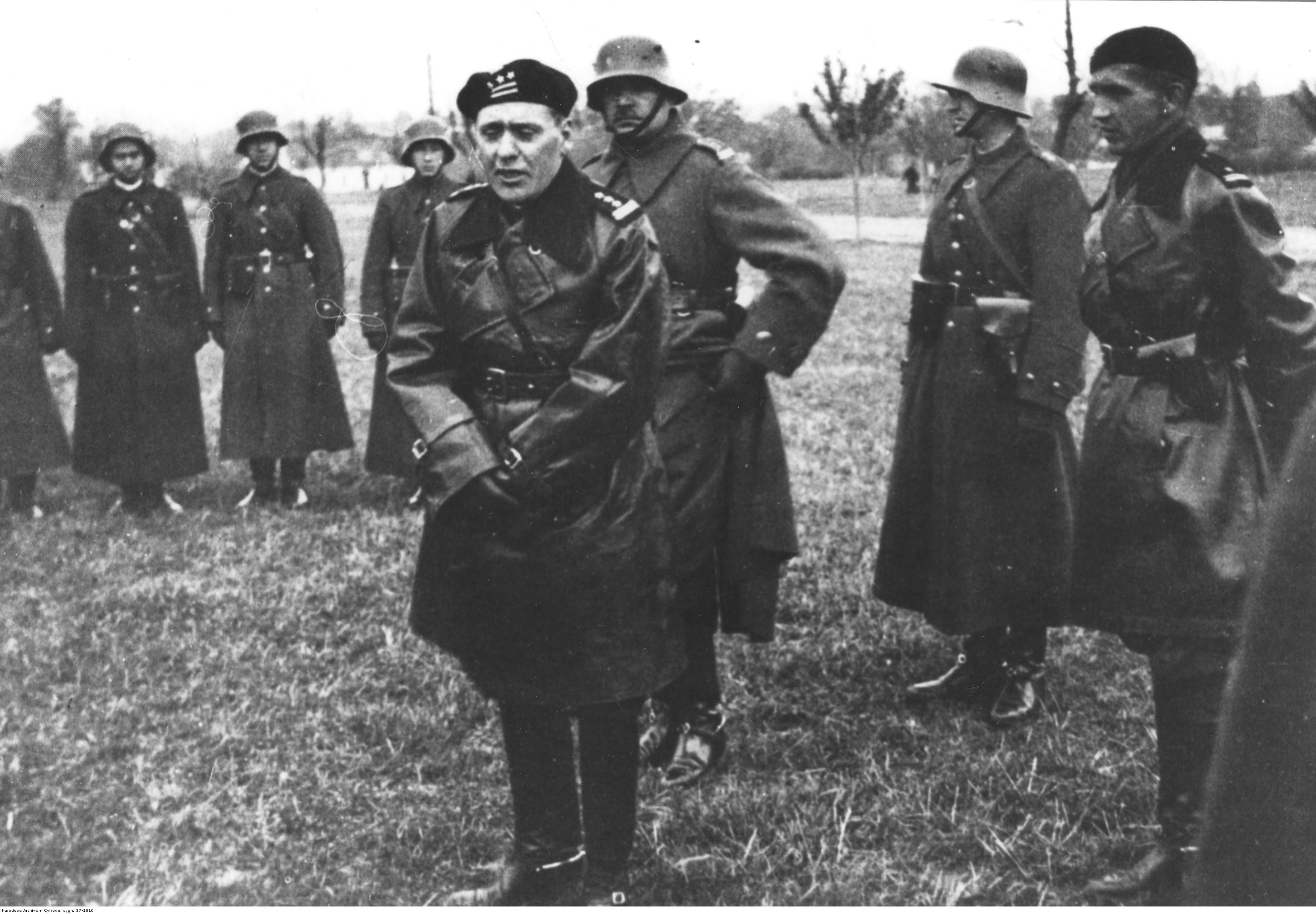
Colonnello Stanisław Maczek con i suoi soldati di Decima Brigata di Cavalleria Motorizzata (1938)

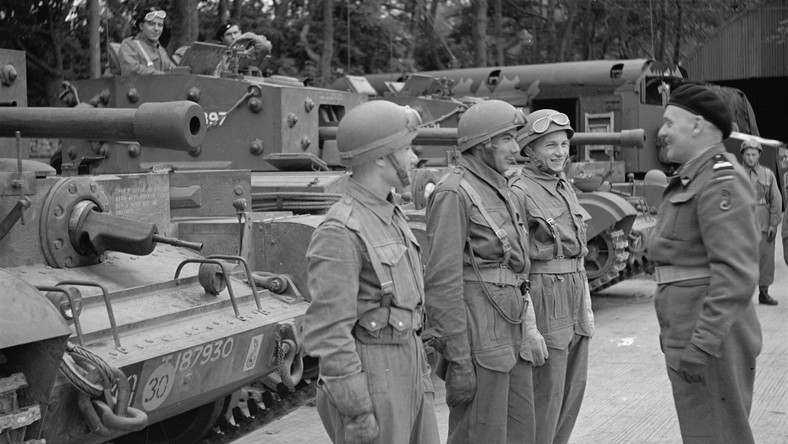
Comandante della 1ª Divisione corazzata dell'esercito polacco, generale Stanisław Maczek (1944)